# 3 Komenda Odcinka Bogatynia
3 Komenda Odcinka Bogatynia – samodzielny pododdział Wojsk Ochrony Pogranicza.
3 Komenda Odcinka sformowana została w 1945 w strukturze organizacyjnej 1 Oddziału Ochrony Pogranicza. We wrześniu 1946 odcinek wszedł w skład Łużyckiego Oddziału WOP nr 1. W 1948, na bazie 3 Komendy Odcinka sformowano Samodzielny Batalion Ochrony Pogranicza nr 16.

## Struktura organizacyjna
Dyslokacja 3 Komendy Odcinka przedstawiała się następująco:
- komendantura odcinka i pododdziały sztabowe – Bogatynia
- 11 strażnica – Wigancice Żytawskie
- 12 strażnica – Markocice
- 13 strażnica – Porajów
- 14 strażnica – Białopole (Trzciniec[4] )
- 15 strażnica – Bratków

## Dowódcy odcinka
- kpt. Leon Michalak - był w 1946[5]
- por. Wacław Paterman (był 10.1946)[c]